# Théories de la relation d'objet
 (janvier 2016).
En psychanalyse, la relation d'objet est le rapport qu'a un individu (le sujet) avec les  objets qui constituent le monde dans lequel il vit.
Les théories de la relation d'objet s'appuient sur les théories des stades de développement de l'ego. Leurs préoccupations incluent la relation de la psyché aux autres dans l'enfance, aussi bien que les images internes et à leurs relations. En particulier la relation de l'enfant avec la mère détermine principalement la formation de sa personnalité à l'âge adulte, l'attachement constituant le fondement du développement du soi, c'est-à-dire de l'organisation psychique qui crée le sentiment d'identité de chacun.

## Théorie
Bien que ses fondements proviennent des théories du développement de l'ego dans la psychodynamique freudienne, la théorie des relations d'objet ne met pas l'accent sur le rôle des pulsions biologiques dans la formation de la personnalité à l'âge adulte. Cette école de pensée suggère plutôt que le modèle de relations d'une personne avec les autres à l'âge adulte est façonné par les expériences des personnes qui s'occupent d'elle pendant la petite enfance. Les personnes qui s'occupent d'elle et les autres personnages de la vie de l'enfant sont appelés « objets ». Un adulte qui a subi de la négligence ou des abus dans sa petite enfance s'attend à un comportement similaire de la part d'autres personnes qui, par transfert, lui rappellent le parent négligent ou abusif de son passé.
Le premier « objet » dans la psyché d'un individu est généralement une image intériorisée de la mère. Les objets internes sont formés par les modèles de l'expérience de l'enfant lorsqu'il est pris en charge, qui peuvent ou non être des représentations exactes des personnes qui s'occupent réellement de lui à l'extérieur. Les objets sont généralement des images intériorisées de sa mère, de son père ou d'un autre principal soignant. Cependant, ils peuvent aussi être constitués de parties d'une personne, comme un nourrisson qui se rapporte au sein plutôt qu'à sa mère en tant que personne entière.
Les expériences ultérieures peuvent remodeler ces premiers modèles, mais les objets continuent souvent d'exercer une forte influence tout au long de la vie. Les objets sont initialement compris dans l'esprit du nourrisson par leurs fonctions et sont appelés objets partiels. Le sein qui nourrit le nourrisson affamé est le « bon sein », tandis qu'un nourrisson affamé qui ne trouve pas de sein comprend le sein comme étant le « mauvais sein ». Avec un environnement facilitateur « suffisamment bon », les fonctions d'objet partiel se transforment finalement en une compréhension d'objets entiers. Cela correspond à la capacité de tolérer l'ambiguïté, de voir que le « bon » et le « mauvais » sein font tous deux partie de la même figure maternelle.

### Historique
La première théorie a émergé en 1917 avec Sándor Ferenczi. Par la suite, au début des années 1930, Harry Stack Sullivan a établi ce que l'on appelle la théorie interpersonnelle. Les psychologues Melanie Klein, Donald Winnicott et d'autres ont étendu la théorie des relations d'objet au cours des années 1940 et 1950. En 1952, Ronald Fairbairn a formulé sa théorie des relations d'objet.
Le terme a été utilisé dans de nombreux contextes différents, ce qui a conduit à différentes connotations et dénotations. Alors que Fairbairn a popularisé le terme « relations d'objet », les travaux de Mélanie Klein sont plus communément identifiés au terme « théorie des relations d'objet ».

### Sigmund Freud
Sigmund Freud n'employait pas le terme de relation d'objet, mais plutôt des expressions telles que investissement d'objet. Il se fonda peu sur la notion de sujet mais plutôt sur celle d'appareil psychique.
Pour Sigmund Freud, l'enfant n'est d'abord pas en relation avec le monde : la sexualité infantile est sans objet. Le narcissisme primaire est cet état des pulsions, qui ne serait à l'origine que racines ne sortant pas du sujet et dès lors, Freud comprend le narcissisme secondaire comme formant un repli des pulsions sur le moi.
Les théories de la relation d'objet admettent au contraire, dès le départ, un état relationnel de l'enfant et sont donc envisagées comme relations immédiates. Il n'y aurait pas de stade sans objet, mais simplement une distinction à opérer entre la relation de l'adulte et celle présente au départ. Cette distinction varie suivant les différents théoriciens de la relation d’objet.

### Karl Abraham
Karl Abraham emploie l'expression de relation d'objet, ou d'autres expressions très proches, mais sans formuler une théorie particulière. Il s'agit simplement pour lui de décrire l'évolution de la sexualité infantile, et des stades qui lui sont liés.

### Melanie Klein
Pour Melanie Klein, et ceux qui admettent un objet externe. Ce point amènera la notion de relation d'objet à être critiquée en ce que la relation y serait observable telle quelle.
Melanie Klein comprend l'enfant comme d'emblée en relation avec sa mère. L'enfant ne conçoit pas sa mère comme objet total, comme une personne cohérente, indivisible, mais il la clive en fragments. Ainsi, lors de la tétée, le nourrisson n'a de relation qu'avec l'objet partiel qu'est le sein. 
Ce clivage de l'objet n'existait pas chez Freud. Melanie Klein décrit  un processus particulier au psychisme primitif,  nommé position schizo-paranoïde et qui suppose des modes relationnels propres à l'enfant. Ils peuvent se retrouver chez l'adulte psychotique et en particulier  dans l'identification projective.

### William R. D. Fairbairn
William R. D. Fairbairn inventa le terme de schizoïde qui sera repris par Melanie Klein. 
Selon cet auteur, la pulsion ne recherche pas tant la satisfaction que l'objet. Autrement dit, elle ne tend pas à la répétition d'une expérience de satisfaction, mais bien au rapport avec l'objet, et en ce sens le but pulsionnel n'est qu'un moyen quant à l'objet : d'où la répétition des modalités relationnelles pathologiques. 
La pulsion cherche l'objet, et le moi aménage des parties qui sont en communication avec l'objet. Le refoulement visera donc  la pulsion et la partie du moi en relation avec l'objet.

### Maurice Bouvet
Bouvet a théorisé la question des relations d'objet en fonction des organisations de personnalité de manière novatrice. Il en a aussi analysé les implications au niveau du transfert.
La relation d'objet se prête à la considération de trois caractéristiques :
- Interactivité sujet-objet ; il s'agit bien de décrire une interrelation.
- Distance : le point théorique qui distingue l'objet pulsionnel de l'objet réel.
- Plasticité : les relations évoluent au fil du temps.

### Jacques Lacan
Dans le rapport du sujet avec l'objet, Lacan introduit sa théorisation du manque d’objet. Pour lui, le sujet se situe dans la quête d’un objet à jamais perdu. Le sujet, s’il se construit narcissiquement par les soins maternels primaires, demeure dans un rapport à lui-même plein d’incoordinations et de discontinuités traumatiques qui sont néanmoins constitutives de son être. 
Pour lui, l'objet aurait pour fonction de masquer « le fond fondamental d’angoisse qui caractérise, aux différentes étapes du développement du sujet, son rapport au monde ». Le manque d'objet serait dans ce cas « le ressort même de la relation du sujet au monde ». 

### Donald Winnicott
Donald Winnicott oppose la relation d'objet primitive, à l'utilisation de l'objet, plus élaborée, et qui suppose une vie propre à l'objet, ce qui ne serait pas le cas dans la relation du  jeune enfant. 
Le concept éclairant cette distinction se nomme objet transitionnel : il s'agit par exemple du doudou, que l'enfant investit, comme ni moi ni non moi. Cette particularité de l'investissement originel se retrouve dans le transfert de l'enfant. 
De plus, ce n'est pas tant l'objet transitionnel qui intéresse ce théoricien, que les phénomènes transitionnels sous-jacents, qui investiront tout le domaine de la culture (art, religion) ;  une preuve que cette forme de relation plus primitive diffère des relations ultérieures.